# Ptehemwia
Ptehemwia war ein altägyptischer Umrisszeichner, der in der 19. Dynastie tätig war.
Ptehemwia ist heute nur noch aufgrund einer Signatur bekannt, die er gemeinsam mit dem Umrisszeichner Ihenem an der rechten unteren Ecke der Grabstele des Pehemnuter hinterlassen hatte.